# Debora Carangelo
Debora Carangelo (Maddaloni, 10 febbraio 1992) è una cestista italiana, cestista della Dinamo Sassari.

## Carriera

### Club
Inizia a giocare nella sua città, Maddaloni, nelle giovanili della formazione locale, per debuttare nella prima squadra, allora militante in A-1, nel 2006-07. L'anno seguente si trasferisce in Romagna a Cervia, dove resta per 4 stagioni, sempre disputando il campionato di A-2. Dal 2011-12 si trasferisce a Faenza, dove torna a calcare i parquet di serie A-1.
Nel 2012-13 con la Reyer Venezia ha vinto il Girone Nord con due turni di anticipo ed è stata promossa in A1, per poi conquistare anche la Coppa Italia di categoria.

### Nazionale
Ha indossato la maglia azzurra Under-16, vincendo l'argento agli europei del 2008 a Katowice, con l'Under 18 ha vinto l'oro nel 2010 agli europei di Poprad, infine con l'Under 19 ha partecipato nel 2011 ai campionati mondiali che si sono svolti in Cile.
Ha esordito con la Nazionale maggiore il 7 ottobre 2015 a Roma in una gara amichevole contro gli Stati Uniti d'America.

## Statistiche

### Presenze e punti nei club
Statistiche aggiornate al 30 gennaio 2021
| Stagione        | Squadra              | Competizione    | Partite | Partite | Partite | Statistiche tiro | Statistiche tiro | Statistiche tiro | Altre statistiche | Altre statistiche | Altre statistiche | Altre statistiche | Altre statistiche |
| Stagione        | Squadra              | Competizione    | Pres.   | Titol.  | Minuti  | Tiri da 2        | Tiri da 3        | Liberi           | Rimb.             | Assist            | Rubate            | Stopp.            | Punti             |
| --------------- | -------------------- | --------------- | ------- | ------- | ------- | ---------------- | ---------------- | ---------------- | ----------------- | ----------------- | ----------------- | ----------------- | ----------------- |
| 2006-2007       | Maddaloni            | Serie A1        | 22      |         | 198     | 5/17             | 4/16             | 2/2              | 16                | 3                 | 11                | 0                 | 24                |
| 2007-2008       | Vis Basket Cervia    | Serie A2        | 35      |         | 798     | 63/122           | 32/115           | 57/72            | 98                | 11                | 62                | 1                 | 279               |
| 2008-2009       | Vis Basket Cervia    | Serie A2        | 26      |         | 912     | 51/135           | 61/215           | 69/88            | 141               | 20                | 81                | 0                 | 354               |
| 2009-2010       | Vis Basket Cervia    | Serie A2        | 27      |         | 906     | 77/184           | 76/255           | 109/144          | 142               | 42                | 101               | 5                 | 491               |
| 2010-2011       | Vis Basket Cervia    | Serie A2        | 5       | 5       | 147     | 4/15             | 11/40            | 16/20            | 14                | 7                 | 11                | 1                 | 57                |
| 2011-2012       | Club Atletico Faenza | Serie A1        | 15      | 7       | 440     | 24/45            | 29/84            | 16/21            | 56                | 14                | 27                | 0                 | 151               |
| 2012-2013       | Reyer Venezia M.     | Serie A2        | 19      |         | 474     | 21/62            | 22/79            | 40/58            | 85                | 35                | 41                | 1                 | 148               |
| 2013-2014       | Reyer Venezia M.     | Serie A1        | 22      |         | 574     | 23/59            | 27/102           | 23/40            | 74                | 31                | 50                | 2                 | 150               |
| 2014-2015       | Reyer Venezia M.     | Serie A1        | 30      | 2       | 554     | 35/62            | 34/105           | 21/23            | 83                | 50                | 54                | 4                 | 193               |
| 2015-2016       | Reyer Venezia M.     | Serie A1        | 30      | 25      | 679     | 32/81            | 43/128           | 54/72            | 97                | 50                | 62                | 0                 | 247               |
| 2016-2017       | Reyer Venezia M.     | Serie A1        | 28      | 21      | 667     | 52/94            | 47/140           | 34/49            | 113               | 43                | 75                | 5                 | 279               |
| 2017-2018       | Reyer Venezia M.     | Serie A1        | 28      | 25      | 677     | 35/83            | 35/114           | 45/56            | 91                | 52                | 30                | 0                 | 220               |
| 2018-2019       | Reyer Venezia M.     | Serie A1        | 27      | 27      | 681     | 33/69            | 36/128           | 38/51            | 106               | 97                | 28                | 4                 | 212               |
| 2019-2020       | Reyer Venezia M.     | Serie A1        | 20      | 13      | 462     | 28/50            | 25/83            | 33/42            | 73                | 63                | 32                | 1                 | 164               |
| 2020-2021       | Reyer Venezia M.     | Serie A1        | 16      | 16      | 365     | 14/27            | 37/83            | 45/62            | 70                | 61                | 22                | 0                 | 184               |
| Totale carriera | Totale carriera      | Totale carriera | 350     |         | 8534    | 497/1105         | 519/1687         | 602/800          | 1259              | 579               | 687               | 24                | 3153              |

### Cronologia presenze e punti in Nazionale
| Cronologia completa delle presenze e dei punti in Nazionale - Italia | Cronologia completa delle presenze e dei punti in Nazionale - Italia | Cronologia completa delle presenze e dei punti in Nazionale - Italia | Cronologia completa delle presenze e dei punti in Nazionale - Italia | Cronologia completa delle presenze e dei punti in Nazionale - Italia | Cronologia completa delle presenze e dei punti in Nazionale - Italia | Cronologia completa delle presenze e dei punti in Nazionale - Italia | Cronologia completa delle presenze e dei punti in Nazionale - Italia |
| Data                                                                 | Città                                                                | In casa                                                              | Risultato                                                            | Ospiti                                                               | Competizione                                                         | Punti                                                                | Note                                                                 |
| -------------------------------------------------------------------- | -------------------------------------------------------------------- | -------------------------------------------------------------------- | -------------------------------------------------------------------- | -------------------------------------------------------------------- | -------------------------------------------------------------------- | -------------------------------------------------------------------- | -------------------------------------------------------------------- |
| 7-10-2015                                                            | Roma                                                                 | Italia                                                               | 66 - 79                                                              | Stati Uniti                                                          | Amichevole                                                           | 0                                                                    | [ 3 ]                                                                |
| 17-11-2019                                                           | Gentofte                                                             | Danimarca                                                            | 72 - 82                                                              | Italia                                                               | Qual. Euro 2021 - Girone D                                           | 3                                                                    | [ 4 ]                                                                |
| 13-11-2020                                                           | Riga                                                                 | Romania                                                              | 68 - 90                                                              | Italia                                                               | Qual. Euro 2021 - Girone D                                           | 11                                                                   | [ 5 ]                                                                |
| 15-11-2020                                                           | Riga                                                                 | Rep. Ceca                                                            | 63 - 69                                                              | Italia                                                               | Qual. Euro 2021 - Girone D                                           | 11                                                                   | [ 6 ]                                                                |
| 4-2-2021                                                             | Istanbul                                                             | Italia                                                               | 101 - 55                                                             | Danimarca                                                            | Qual. Euro 2021 - Girone D                                           | 3                                                                    | [ 7 ]                                                                |
| 6-2-2021                                                             | Istanbul                                                             | Italia                                                               | 81 - 66                                                              | Romania                                                              | Qual. Euro 2021 - Girone D                                           | 11                                                                   | [ 8 ]                                                                |
| Totale                                                               |                                                                      | Presenze                                                             | 6                                                                    |                                                                      | Punti                                                                | 39                                                                   |                                                                      |

## Palmarès
- Campionato italiano: 1

Reyer Venezia: 2020-21
- Campionato italiano di Serie A2: 1

Reyer Venezia: 2012-13
- Coppa Italia di Serie A2: 1

Reyer Venezia: 2013
- Lega Adriatica femminile: 1

Reyer Venezia: 2014-15
- Supercoppa italiana: 1
Reyer Venezia: 2020